# Muna Wassef
Muna Wassef (ALA-LC: Mona Wassef, Mouna Wasef en árabe: منى واصف‎)‎ 1 de febrero de 1942) es una actriz de teatro, cine, y televisión siria. Nació como Muna Mustafa Wassef Jelmran. Ha sido embajadora de Naciones Unidas. Wassef es un icono en el Mundo Árabe y en el Medio Oriente.

## Biografía
Muna nació en Damasco, de padre sirio kurdo, y madre cristiana siria. 
Cuando tenía 15 años, trabajaba como vendedora de algodón de azúcar (Ghazl Al Banat) por las calles de Damasco. A los 16 años, entró a trabajar como vendedora de ropa femenina para uno de los diseñadores de moda más famosos de Siria en ese momento, y cuando cumplió 17, ya estaba trabajando como modelo para el mismo diseñador, al mismo tiempo que se convertía en una popular bailarina folclórica en el grupo Omaya.

### Educación
Aunque no terminó la escuela secundaria, se educó y aprendió a presentar la mayoría de sus trabajos en árabe estándar moderno. Estudió obras maestras de la literatura mundial, Quranic Tajwid y Tartil, y recitaba poesía.
Viajó a Alemania Oriental en 1973, donde tomó cursos de actuación en el teatro Brecht. Trabajar en el Teatro Militar sirio le permitió desarrollar aún más sus habilidades interpretativas.

### Primeros años de carrera
En 1960, Wassef se sometió a un concurso donde se eligieron actrices para el Teatro Militar, que era parte del Ministerio de Defensa sirio. Ella trabajó y aprendió allí durante aproximadamente dos años. En 1963, se casó con el General del ejército Muhammad Shahin, que también era director de cine. Luego trabajó en el simposio Arte y Pensamiento que fue patrocinado por el Dr. Rafeq Al Sabagh durante la presentación de la obra de Shakespeare El Mercader de Venecia en 1963.
En 1964 se unió al Grupo de Arte Dramático y protagonizó producciones teatrales clásicas en el Teatro Nacional: producciones como "Don Juan" de Molière. Esto marcó el comienzo de la etapa más importante en su carrera.

### Carrera teatral
En teatro, ha protagonizado más de 25 obras teatrales árabes e internacionales. Su debut fue en Al Etr Al Akhdar wics. Después de eso, realizó varias obras de teatro en el Teatro Militar dentro de las unidades militares, incluyendo:
- El Mercader de Venecia
- Al Khajool Fe Al Kasr
- Al Aamaqby (Makseem Agorky)
- Don Juan
- Mawta Bela Goubour
- Tartouf.
- Al Zeer Salem
- Al Madnasa
- Hekayat Hob
- Al Masa Al Mutafaela
- Oedipus
- Al Mufatish Al Am
- Haram Mali Al Wazeer

### Carrera en cine

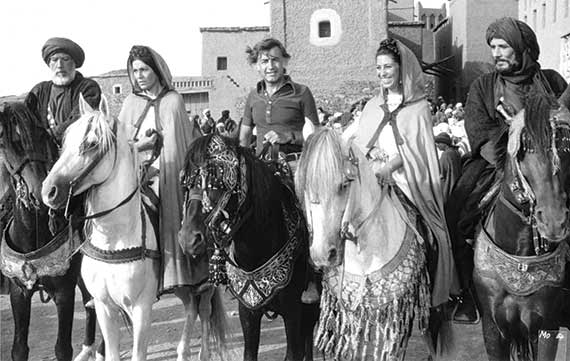
Muna (segunda desde la der.) con integrantes de la película Al Resala (El Mensaje)

En cine, Muna ha realizado más de 30 películas, que incluyen:
- Another Face of Love (1973)
- Memory of a Night of Love (1973)
- al-Yazirli (1974)
- La Aventura (1974)
- La Dirección Opuesta (1975)
- El Mensaje  (1976)
- El rojo, el blanco y el negro (1976)
- Los héroes nacen dos veces (1977)
- Reliquias de fotos (1979)
- Fragmentos - UN RESTO DE IMÁGENES  (1980)
- El sol en un día nublado (1986)[6]
- Something is Burning (1993)
- The Sea (1994)
- Al Sadeqan
- Al Les Al Zareef
- Maqlab Men Al Makseek
- Emrah Taskn Whdaha
- Zekra Laylit Hob
- Al Ahmar Wa Al Abyad wa Al Aswad
- Al Etejah al Moakes
- Al Taleb
- Al Bazerki
- Baqaya Swar
- Al Shams Fe Yawm Ghaem
- Ah Ya Bahr
- Shaya Ma Yahtareq
- The Shadows of Silence (2007)
- Menahi (2008)[7]

En 1974, el director de cine sirio-estadounidense Moustapha Akkad, la eligió para interpretar el papel de Hind bint Utbah en la versión árabe de su película Al Risalah; con Anthony Quinn, e Irene Papas en la versión en inglés, lo que le ayudó a lograr el reconocimiento internacional.

### Carrera en televisión
Cada año, Muna protagoniza al menos dos o tres series de televisión. Así, ha hecho más de 200 series que incluyen:
- Hejrat Al qoulob Ela Al qoulob
- Ez Eddin Al Qassam
- Asad Al Warraq
- Al Zeer Salem
- Dalila Wa Al zaibaq
- Al Khansaa
- Saray
- Beomm Ayni
- Zaman Al Hob
- Arhal Wahidan
- Asiy Al Dama
- Hekayat Shahrazad Al Akhera
- Aqba Ben Nafea
- Al tareq
- Jawaher
- Layali Al Salhia
- Bukra Ahla
- The End of a Brave man
- Nida Al-Mutawasit (1999)
- The Sun Rises Again (2004)
- Salheaya Nights (2004)
- Madres (2005)
- Lágrimas duras (2005)
- Mañana será mejor (2005)
- Hablando de la frontera (2005)
- Al-Zahir  Baibars (2005)
- Los Mejores Días (2006)
- Pequeños Proyectos (2006)
- Gente de amor (2006)
- A Yard (2006)
- Historia de amor (2007)
- Bab al-Hara 2 (2007)
- Seraa Ala El Remal - Guerras en la Arena (2008)
- Alhoot- The Whale(2008)
- Bab al-Hara 4 (2009)
- Zaman Al3ar (2009)
- Bab al-Hara 5 (2010)
- Alweladah Min Alkhaserah
- "Rejalek ya sham
- Omar bin Khattab (2012)
- Imam Alfuqaha
- Tahoon Alshar
- Alweladah Min Alkhaserah

### Ramadán 2008
Muna protagonizó Seraa Ala El Remal (en árabe: صراع على الرمال o Guerras en la Arena‎). La serie de televisión también protagonizada por los actores sirios Taim Hasan, Sabah Mubarak, Hasan Awaytti, Basil Khayat; fue dirigida por Hatem Ali y guionizada por Hany El-Saady. La serie fue una gran producción televisiva producida por Dubai Media Inc. Su costo estimado fue de más de U$S 6 millones. Hasta ahora es la producción de televisión árabe más cara de todos los tiempos, y fue lanzada en septiembre de 2008. La serie, basada en la visión y la poesía de Su Alteza Sheikh Mohammed bin Rashid Al Maktoum, es una epopeya beduina que se ambienta en el desierto beduino del Golfo Pérsico a principios del siglo XVIII.

### Ramadán 2009
En el Ramadán de 2009, Muna se hace cargo de nuevo en la televisión árabe, protagonizando cuatro grandes producciones.La principal fue el programa de televisión más visto en el Mundo Árabe de todos los tiempos: Bab Al Hara. En ella, interpreta el papel de una mujer cristiana que lidera la revolución femenina en Damasco.

### Carrera en la radio
Ha presentado algunos trabajos en radio, como:
- Demashq Ya Nasmat Hozn.
- Rohy Hayati.
- Jazerat Al Marah.
- Muna y su programa de cuentos, transmitido semanalmente.

Además de numerosos programas y veladas poéticas.

## Vida personal

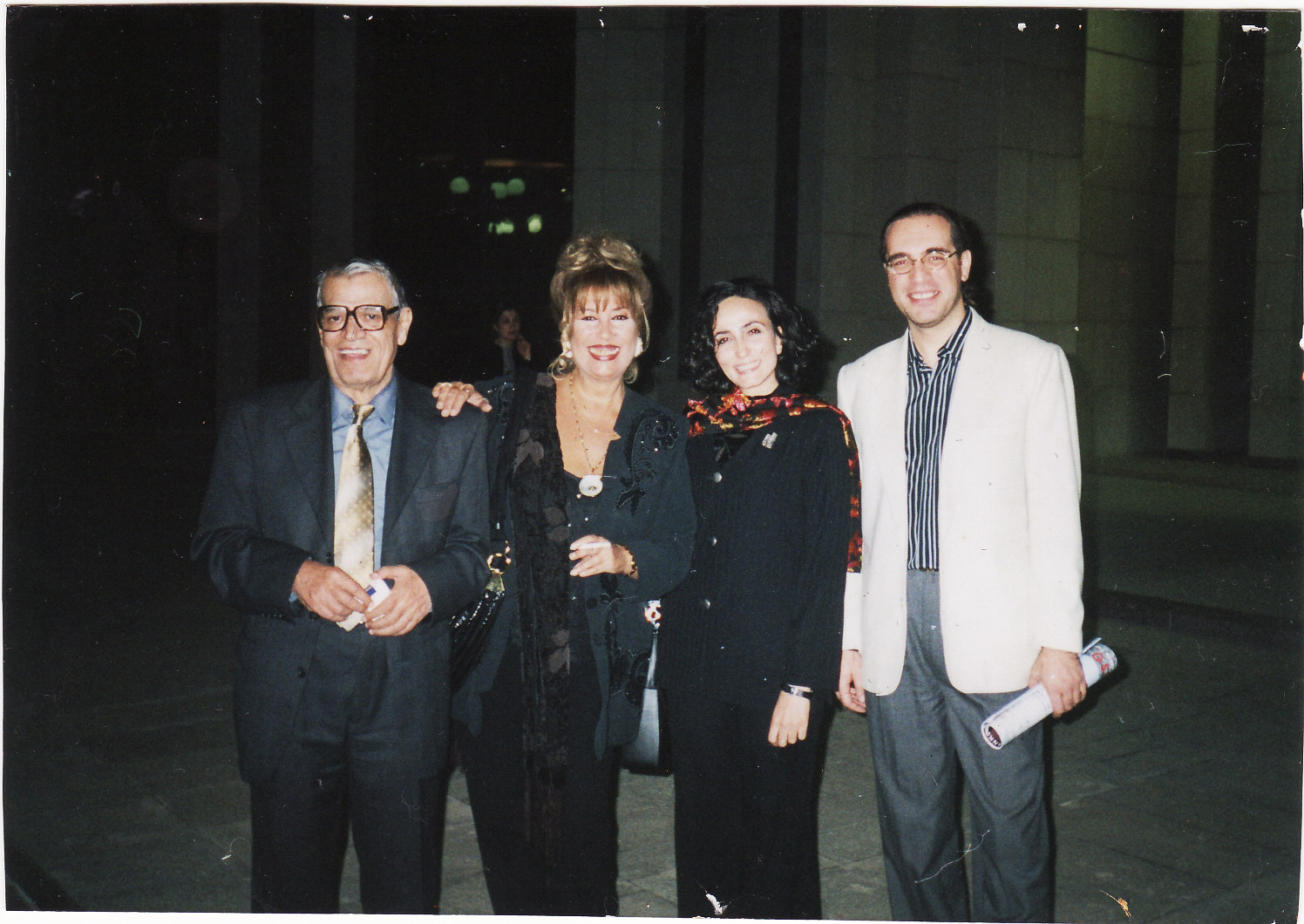
Muna, y su difunto esposo general de ejército, el director de cine Muhammad Shahin, su hijo Ammar Abdulhamid y su esposa Khawla.

Muna estuvo casada con el director de cine sirio, Muhammad Shahin, y juntos formaron una de las parejas de celebridades más populares del mundo árabe hasta el fallecimiento de él. Tuvieron un hijo Ammar Abdulhamid, que vive en Washington D. C., con su esposa Khawla, su hija Oula (1986) y su hijo Mouhanad (1990), ambos trabajan en la política pública y en los campos de ayuda humanitaria.
Actualmente, Muna divide su tiempo entre su carrera artística y su interés en cuestiones relacionadas con la emancipación de las mujeres en el mundo árabe.

## Galardones

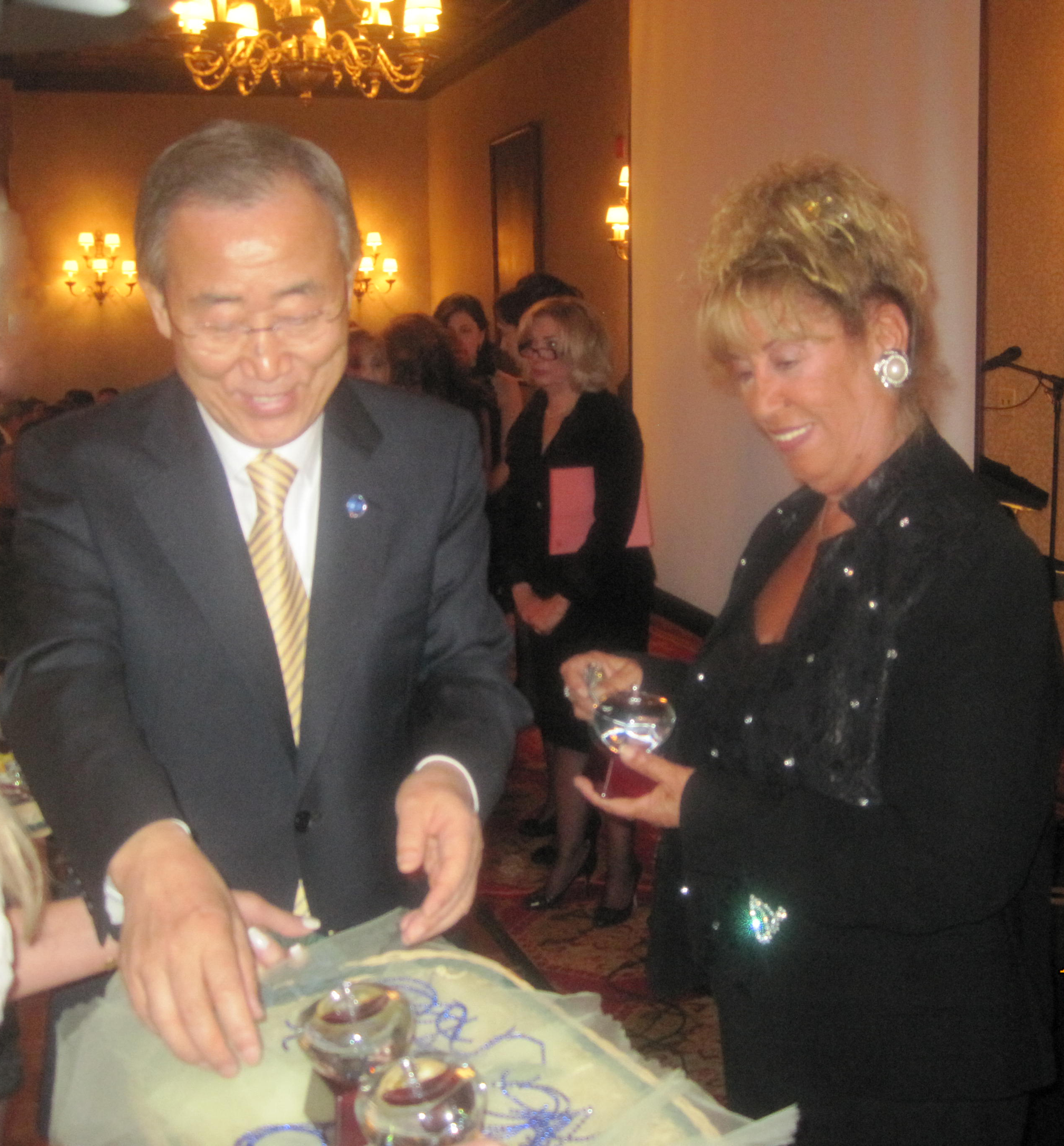
Muna y Ban Ki Moon

Entre los muchos honores y premios que Muna ha recibido:
- 2009: Orden al Mérito- grado de excelencia[8][9]
- 2010 Galardón Logros ASMA Fundación representado por Ban Ki Moon.
- Al-Fateh Medal (Libia)
- Medalla Ghassan al-Kanafani
- 1999 Galardón Logro de vida Al- Ataa.[4]
- 2008 Galardón Logro de vida: Festival Internacional de Cine de Alejandría
- 2008 Galardón Logro de vida: Festival Internacional de Cine Árabe en Orán.[10]

Y muchos otros premios recibidos en Túnez, Libia, Jordania, Líbano, y Siria. A menudo es invitada a países árabes para dictar conferencias y asistir a festivales, seminarios y conferencias, que incluyen:
- Festival Internacional de cine de Damasco.[11]
- Dubai International Film Festival.[12]
- Festival Internacional de Cine de El Cairo.[13]
- Festival International de cine de Orán,[14]
- Middle East International Film Festival[15]
- Festival de cine Doha Tribeca.[16]
- Festival de Teatro de Siria.[17]
- Festival de Teatro Sharja.
- Festival de la Arab TV en Bahrain.
- Días de Cine Carthage, el festival de cine tunecino.